# Рунеберг, Фредрика
Фредрика Шарлотта Рунеберг (урождённая Тенгстрём; швед. Fredrika Charlotta Runeberg; 2 сентября 1807[…], Пиетарсаари, Васа — 27 мая 1879, Гельсингфорс) — финская шведоязычная писательница и журналистка, первая женщина-журналистка Финляндии, написавшая первый в стране исторический роман. Известна общественной деятельностью, направленной на поддержку женщин. Являлась женой национального поэта Финляндии Йохана Людвига Рунеберга.

## Биография
Фредрика Рунеберг была дочерью Карла Фредрика Тенгстрёма, секретаря Сената Финляндии и племянника архиепископа Якоба Тенгстрёма, и Анны Маргариты Бергбом. У Фредрики было три сестры и четыре брата. Она научилась читать в возрасте 5 лет, ходила в начальную школу до 7 лет и затем в пансион имени Сальмберг для девочек в Або, где выучила немецкий, французский и английский. В течение нескольких лет её брат Карл обучал её на дому грамматике немецкого языка, также они изучали Библию.
Она была замужем за поэтом Йоханом Людвигом Рунебергом, с которым познакомилась в доме Якоба Тенгстрёма, и 17 мая 1837 года супруги переехали в Порвоо после того, как Рунеберг получил предложение стать ректором и преподавателем лицея в этом городе. Фредрика Рунеберг дала жизнь восьмерым детям, из которых до зрелого возраста дожили только шесть. Смерть первенца, Анны Каролины (1832—1833), повлекла за собой тяжелую болезнь Фредрики.
Фредрика Рунеберг считается первой в Финляндии женщиной-журналисткой и первой женщиной-писательницей, которая критически проанализировала положение женщин в доме и обществе. С 1833 по 1836 гг. она участвовала в редакционной работе хельсинкской газеты «Моргонбладет» (шв. «Morgonbladet»), где её муж работал редактором. Там Фредрика также публиковала свои отрывки, переводила статьи и вычитывала тексты. Таким образом, она стала первой женщиной-редактором газеты в Финляндии.
Фредрика Рунеберг написала исторический роман «Госпожа Катарина Бойе и её дочери» в 1843 году, однако он лежал на столе до 1858 года, потому как Рунеберг опасалась критики вопросов, поднимающихся ею в романе: как женщинам реализовывать себя, как выглядит успешный брак. Роман переведён на финский и немецкий. Сотрудничество с прессой Фредрика начала рано, на писательскую деятельность долго не хватало времени и сил из-за большого количества работы по дому, выполнения обязанностей жены и многодетной матери.
В 1852 году семья Рунебергов переехала в дом с большим двором, где Фредрика Рунеберг разбила большой сад с плодовыми деревьями, целебными травами и розарием. Она была одной из первых, кто стал выращивать растения в горшках, и многие из тех растений живы до сих пор. Рунеберг заказывала семена и специальные издания из-за границы. Сегодня сад является одним из наиболее хорошо сохранившихся городских садов Финляндии.
Тем не менее, в 1861 году был опубликован сборник прозаических произведений «Рисунки и сны» (шв. «Teckningar och drömmar»). В декабре 1863 года Йохана Людвига Рунеберга поразил паралич, и до смерти мужа Фредрика ухаживала за ним. Её личный дневник об этом тяжёлом периоде длительностью в 13 лет говорит следующее: «После удара паралича прошло много лет, прежде чем он сам смог читать. Так я сидела год за годом у его кровати, читая ему, каждый день, летом и зимой, с 9 часов утра и примерно до 10 часов вечера, за исключением времени его послеобеденного отдыха. Постепенно он начал всё же просить заканчивать раньше. В последние годы, когда он читал сам, он откладывал книгу уже в 8 часов вечера». Она помогала своему мужу в работе редактором, переводя иностранную литературу и сочиняя рассказы, а после его смерти в 1877 редактировала его сохранившиеся произведения.
Исторический роман «Сигрид Лильехолм», вышедший в 1862 году, отображал жизни женщин во время дубинной войны, однако это произведение было разгромлено критикой, из-за чего Фредрика Рунеберг прекратила писать романы. В конце 1860-х годов и в начале 1870-х она написала автобиографию «Сага о моей ручке», которая была опубликована посмертно в 1946 году. Фредрика Рунеберг также была близкой подругой писательницы Анетт Реутершилд.
Фредрика Рунеберг умерла в 1879 году и была похоронена рядом со своим мужем Йоханом Людвигом Рунебергом.

### Общественная деятельность
Фредрика Рунеберг также известна своими общественными инициативами. В 1845 году она основала Финскую ассоциацию чтения для повышения уровня образованности женщин в Порвоо, а в 1846 году она помогла основать женскую ассоциацию по противодействию нищете, которая создавала рабочие места для беднейших женщин Порвоо. В том же году она участвовала в открытии городской школы для девочек из бедных семей.

## Семья
Мужем Фредрики Рунеберг был известный поэт Йохан Людвиг Рунеберг, поженились они в 1831 году. В браке у пары родилось 8 детей, но 2 из них умерли в детстве:
— Анна Каролина Рунеберг (1832—1833). Умерла, не дожив до года. Фредрика тяжело перенесла её смерть и всегда надеялась иметь дочь;
— Людвиг Микаэль Рунеберг (1835—1902). Преподавал естественные науки, а также был художником;
— Лоренцо Рунеберг (1836—1919). Член Парламента Финляндии от Ваасы, врач. Вместе с Фредрикой ухаживал за отцом после того, как его парализовало;
— Вальтер Магнус Рунеберг (1838—1920). Скульптор, работавший сначала в классическом направлении, но впоследствии перешедший в реализм. Автор памятника Йохану Людвигу Рунебергу, установленного в 1885 году в Хельсинки;
— Йохан Вильгельм Рунеберг (1843—1918). Профессор медицины, отличился также государственной деятельностью (в разное время был членом Законодательного собрания, Парламента, членом городского совета Хельсинки);
— Якоб Роберт Рунеберг (1846—1919). Стал судостроительным инженером и был одним из ведущих разработчиков ледоколов, возглавлял в Санкт-Петербурге инженерное бюро «Вега»;
— Эдвард Мориц Рунеберг (1848—1851). Умер от оспы в детстве;
— Фредрик Карл Рунеберг (1850—1884). Был врачом и фотографом-любителем.

## Наследие
Дом семьи в Порвоо сейчас является музеем. Этот статус был утверждён за ним Александром II по просьбе Сената Финляндии спустя год после смерти Фредрики и через три после смерти Йохана Людвига Рунеберга. В доме-музее Рунебергов в Порвоо продают черенки растений из сада, разбитого Фредрикой, а летом несколько раз также проводят экскурсии по этому саду.
Кафе-музей Fredrikastugan (рус. Хижина Фредерики) в районе Гамла-Мальмен города Парайнене (шв. Паргас) носит её имя.
По инициативе Карин Аллардт Экелунд, изучающей историю литературы, в 1986 году была учреждена стипендия Фредрики Рунеберг. Стипендия в размере 10 000 евро ежегодно вручается в день рождения писательницы за активную общественную деятельность.
Имя Рунебергов известно также из-за пирожного Рунеберга. Происхождение десерта неясно, однако по распространённой легенде Рунеберг очень любил сладкое, но семья испытывала финансовые трудности, поэтому Фредрика должна была придумать новые рецепты за скромные деньги. Так появилось и пирожное Рунеберга: сделанное из хлебных крошек, миндальной пасты, рома, джема и глазури. Скорее всего, Рунеберг пирожное не изобрела, а усовершенствовала под собственные нужды рецепт из кондитерской Астениуксена в Порвоо.
Тем не менее, рецепт Фредрики содержится в написанной ей книге по ведению домашнего хозяйства, а 5 февраля в Финляндии принято есть пирожное Рунеберга.